# Міжнародні поштові відправлення
Міжнародні поштові відправлення (МПВ) — упаковані та оформлені відповідно до вимог актів Всесвітнього поштового союзу та Правил надання послуг поштового зв'язку:
- листи (прості, рекомендовані),
- відправлення з оголошеною цінністю,
- поштові картки (прості, рекомендовані),
- бандеролі та спеціальні мішки з позначкою «М» (прості, рекомендовані),
- дрібні пакети,
- поштові посилки (звичайні, з оголошеною цінністю),
- відправлення прискореної пошти з позначкою EMS, які операторами поштового зв'язку:
- приймаються для пересилання за межі України,
- надходять до України або
- переміщуються територією України транзитом.